# 兼平
兼平（かねひら）は、青森県弘前市の大字で、旧中津軽郡岩木町の大字。郵便番号は036-1332。

## 地理
町域の北部をアップルロードが通り、西部から北部にかけて五代、東部は一町田、南東部は鳥井野、南部から西部にかけて如来瀬に接する。

### 小字
小字として石山添、猿沢、富田、長ヶ沢、林元、林元林添、山下、山下林添がある。

## 沿革
- 1889年（明治22年） - 駒越村の大字になる。
- 1955年（昭和30年） - 岩木村の大字になる。
- 1961年（昭和36年） - 岩木町大字兼平になる。
- 2006年（平成18年） - 弘前市への合併とともに弘前市の大字になる。

## 世帯数と人口
2017年（平成29年）6月1日現在の世帯数と人口は以下の通りである。
| 大字             | 世帯数  | 人口  |
| ---------------- | ------- | ----- |
| 兼平（小字全域） | 184世帯 | 512人 |

## 施設

### 商業
- スノーモービルショップナリタ

### 公共
- B&G財団岩木海洋センター
- 兼平公民館

## 小・中学校の学区
市立小・中学校に通う場合、学区は以下の通りとなる。
| 大字 | 番地 | 小学校             | 中学校             |
| ---- | ---- | ------------------ | ------------------ |
| 兼平 | 全域 | 弘前市立岩木小学校 | 弘前市立津軽中学校 |

## 交通
- 弘南バス

兼平、海洋センター前（弘前 - 賀田線、他）停留所。